# Ricochet (Sport)

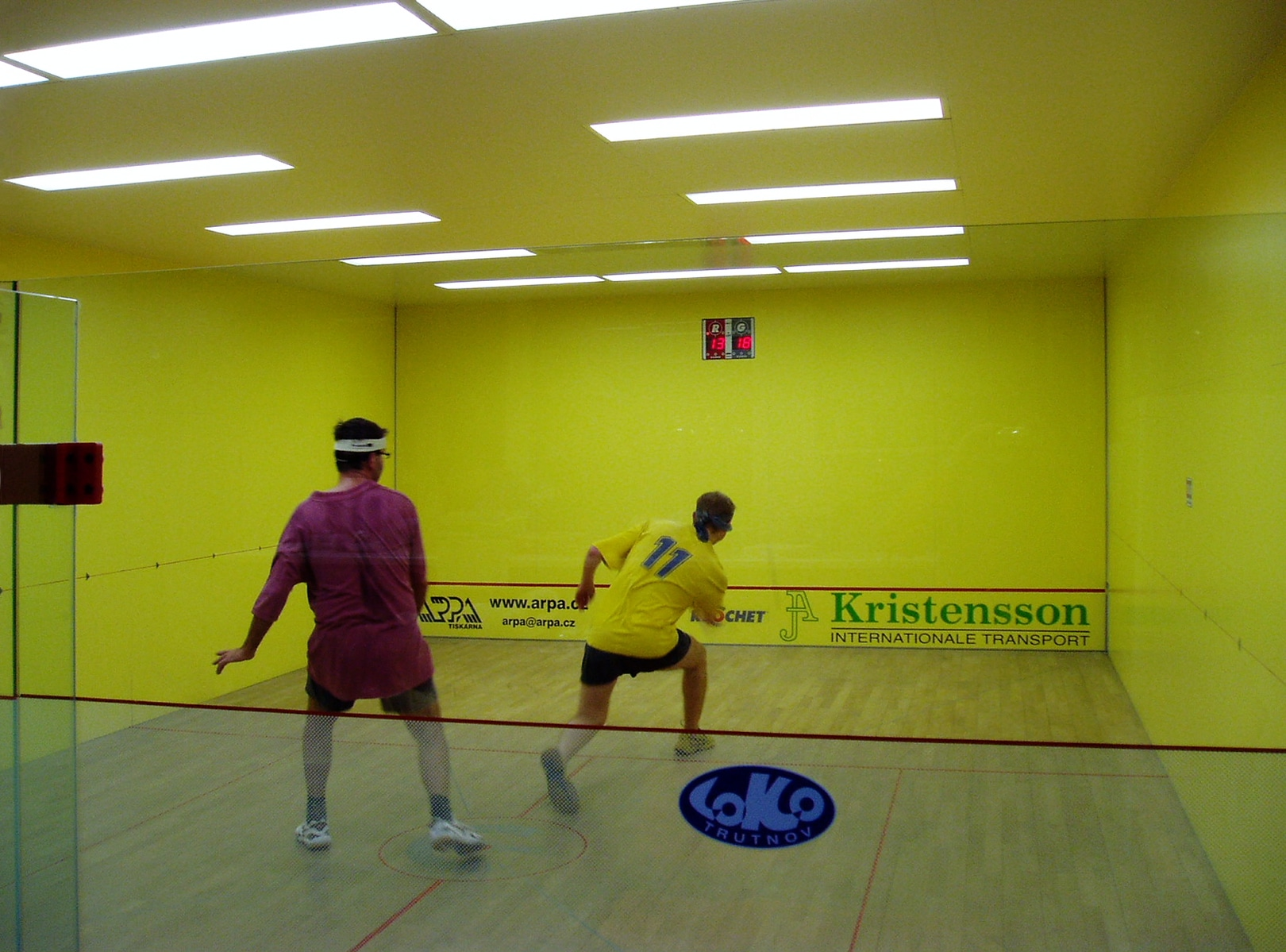

Schläger und Bälle

Ricochet (gesprochen „Rikoschee“) ist ein Sport, der von zwei Personen in einem geschlossenen Raum (Court) gespielt wird. Der Ball kann direkt an die Frontwand gespielt werden oder aber zuerst die Seitenwand und Decke berühren, solange er die Frontwand noch erreicht. Die gläserne Rückwand darf nicht direkt angespielt werden. Wenn der Ball auf den durch eine rote Linie gekennzeichneten Tin-Bereich an der Frontwand trifft, sendet die Elektronik ein akustisches und optisches Signal. Der Court hat eine Größe von 5,5 m × 2,7 m × 8,5 m (B × H × T) und ist durch rote Fußbodenmarkierungen in zwei Aufschlagfelder geteilt. Die elektronische Spielstandsanzeige ermittelt per Zufallsgenerator, wer den ersten Aufschlag von der rechten Seite auszuführen hat. Der Aufschläger hat nur einen Aufschlagversuch. Jeder Ballwechsel zählt als Punkt. Mit gewonnenem Ballwechsel erhält der Spieler das Aufschlagrecht. Ein Match geht über drei Gewinnsätze (best of 5).

## Ausrüstung

### Die Rackets
Es gibt verschiedene Rackets, welche sich durch die Gewichtsverteilung, das Material und den Preis unterscheiden.

### Die Bälle
Es gibt drei Spielklassen, für jede gibt es einen gesonderten Ball. Diese unterscheiden sich durch ihr Sprungverhalten und sind unterschiedlich farbig markiert:
- rot: für Kinder und Anfänger
- violett: für fortgeschrittene Spieler oder für Genussspieler
- grau: für ambitionierte Spieler und für Wettkämpfe

Der Ball ist im Inneren mit Luft gefüllt und besitzt eine mit Grübchen übersäte Oberfläche, welche für ein modernes Aussehen und eine hohe Leistungsfähigkeit sorgt. Er ist genauso groß wie ein Squashball, jedoch ca. 30 % leichter.